# 艦隊航空母艦
艦隊航空母艦（英語：fleet aircraft carrier）是航空母艦的一種分類，於二戰期間使用，指能與各國海軍艦隊一同行動進行作戰任務的航空母艦，與護衛航空母艦和其他較小的航艦區別。
現代的艦隊航艦構想是1931年由美國海軍約瑟夫·J·克拉克（Joseph J. Clark）和海爾威·E·亞奈爾（Harvey E. Yarnell）上將所提出，將航艦不用於僅僅偵查，還要和艦隊一同抵禦敵軍空襲，並藉其空中力量攻擊敵軍，巡洋艦和驅逐艦則用來保護航艦，航艦將取代戰艦和無畏艦的地位，航艦應攜帶約50架的飛機，並有夠快的航速，使其能與艦隊的主要組成部分，如巡洋艦和戰艦一併行動。
二戰中，一艘航艦約有三個飛行中隊，分別為戰鬥機中隊、魚雷機中隊和俯衝轟炸機中隊。

## 相关
- 1942型轻舰队航空母舰
- 護衛航空母艦
- 直昇機航空母艦
- 商船航空母艦